# BR-486
De BR-486 is een federale weg in de deelstaat Santa Catarina in het zuiden van Brazilië. De weg is een verbindingsweg tussen de BR-101 bij Itajaí en de BR-282.
De weg heeft een lengte van 107,8 kilometer.

## Aansluitende wegen
- BR-101 en SC-486 bij Itajaí
- SC-108 bij Brusque
- SC-110
- SC-350 en SC-407 bij Ituporanga
- BR-282

## Plaatsen
Langs de route liggen de volgende plaatsen:
- Itajaí
- Brusque
- Botuverá
- Vidal Ramos
- Ituporanga
- Petrolândia